# Congresso dell'Aia (1948)
Il Congresso dell'Aia, vero primo momento federale europeo, si tenne nel congresso d'Europa all'Aia, dal 7 all'11 maggio 1948. Vi parteciparono 750 delegati da tutta Europa, oltre ad osservatori da Stati Uniti e Canada.

## Storia
Organizzato dal "Comitato internazionale dei movimenti per l'Unione europea" e presieduto da Winston Churchill, il Congresso mise assieme i rappresentanti di un ampio spettro politico, fornendo loro l'opportunità di discutere idee riguardanti lo sviluppo dell'Unione europea e non solo.
Importanti figure politiche come Konrad Adenauer, Winston Churchill, Walter Hallstein,  Harold Macmillan, François Mitterrand, Paul-Henri Spaak, Albert Coppé e Altiero Spinelli, svolsero un ruolo attivo nel Congresso chiedendo un'unione politica, economica e monetaria dell'Europa.
Questa conferenza storica contribuì notevolmente a suscitare, nei governi e nell'opinione pubblica, un'influenza positiva riguardo alle istituzioni europee che si stavano formando proprio negli anni del secondo dopoguerra.

## Le decisioni
Il Congresso dell'Aia pose le basi per l'istituzione del Consiglio d'Europa, dopo una sorta di compromesso tra due diverse visioni dell'unità europea: quella "unionista", sostenuta in particolar modo da Churchill, e quella "federalista".
Il Consiglio d'Europa sarebbe stato istituito appena un anno dopo con il Trattato di Londra.
Inoltre, lo statista spagnolo Salvador de Madariaga propose al Congresso la fondazione del Collegio d'Europa, un collegio in cui i laureati universitari di diverse nazioni, alcune delle quali fino a poco tempo prima in guerra tra loro, avrebbero potuto studiare e vivere assieme.
Il Congresso decise infine la convocazione di un'Assemblea europea eletta dai parlamenti nazionali, la stesura di una Carta europea dei diritti umani e la creazione di una Corte Europea dei diritti dell'uomo.